# 米爾福德鎮區 (密歇根州)
米爾福德鎮區（英語：Milford Township）是位於美國密歇根州奧克蘭縣的一個特設鎮區。

## 地方資料
米爾福德鎮區的面積為91.10平方千米，當中陸地面積為86.20平方千米，而水域面積為4.90平方千米。根據2020年美國人口普查的數據，當地共有人口17090人，而人口密度為每平方千米187.6人。